# بولينا كومار
بولينا دميترييفنا كومار (الروسية: Полина Дмитриевна Комар ؛ من مواليد 4 نوفمبر 1999) سباحة روسية متزامنة فازت بالميداليات الذهبية للفريق في أولمبياد 2020 ، وجميع البطولات العالمية والأوروبية بين عامي 2017 و 2020. 